# Turnham Green
Turnham Green – park znajdujący się w londyńskiej dzielnicy Chiswick. W 1642 miała tu miejsce bitwa pod Turnham Green, stoczona podczas angielskiej wojny domowej.